# John Brown (Szenenbildner)
John W. „Jack“ Brown (geb. vor 1966) ist ein US-amerikanischer Szenenbildner, der einen Oscar in der Kategorie Bestes Szenenbild gewann.

## Leben
Brown wirkte von 1966 bis 1971 als Szenenbildner an der Herstellung von sieben Filmen und Fernsehserien mit. Bei der Oscarverleihung 1968 gewann er mit Edward Carrere und John Truscott den Oscar für das beste Szenenbild für den Musicalfilm Camelot – Am Hofe König Arthurs (1967) von Joshua Logan mit Richard Harris, Vanessa Redgrave und Franco Nero in den Hauptrollen.

## Filmografie (Auswahl)
- 1967: Camelot – Am Hofe König Arthurs (Camelot)
- 1968: Das Doppelleben der Sister George (The Killing of Sister George)
- 1969: Eine Witwe mordet leise (What Ever Happened To Aunt Alice?)
- 1970: Zu spät für Helden – Antreten zum Verrecken (Too Late the Hero)
- 1971: Die Grissom Bande (The Grissom Gang)

## Auszeichnungen
- 1968: Oscar in der Kategorie Bestes Szenenbild für Camelot – Am Hofe König Arthurs